# 女部
女部（じょぶ）は、漢字を部首により分類したグループの一つ。
康熙字典214部首では38番目に置かれる（3画の9番目）。

## 概要

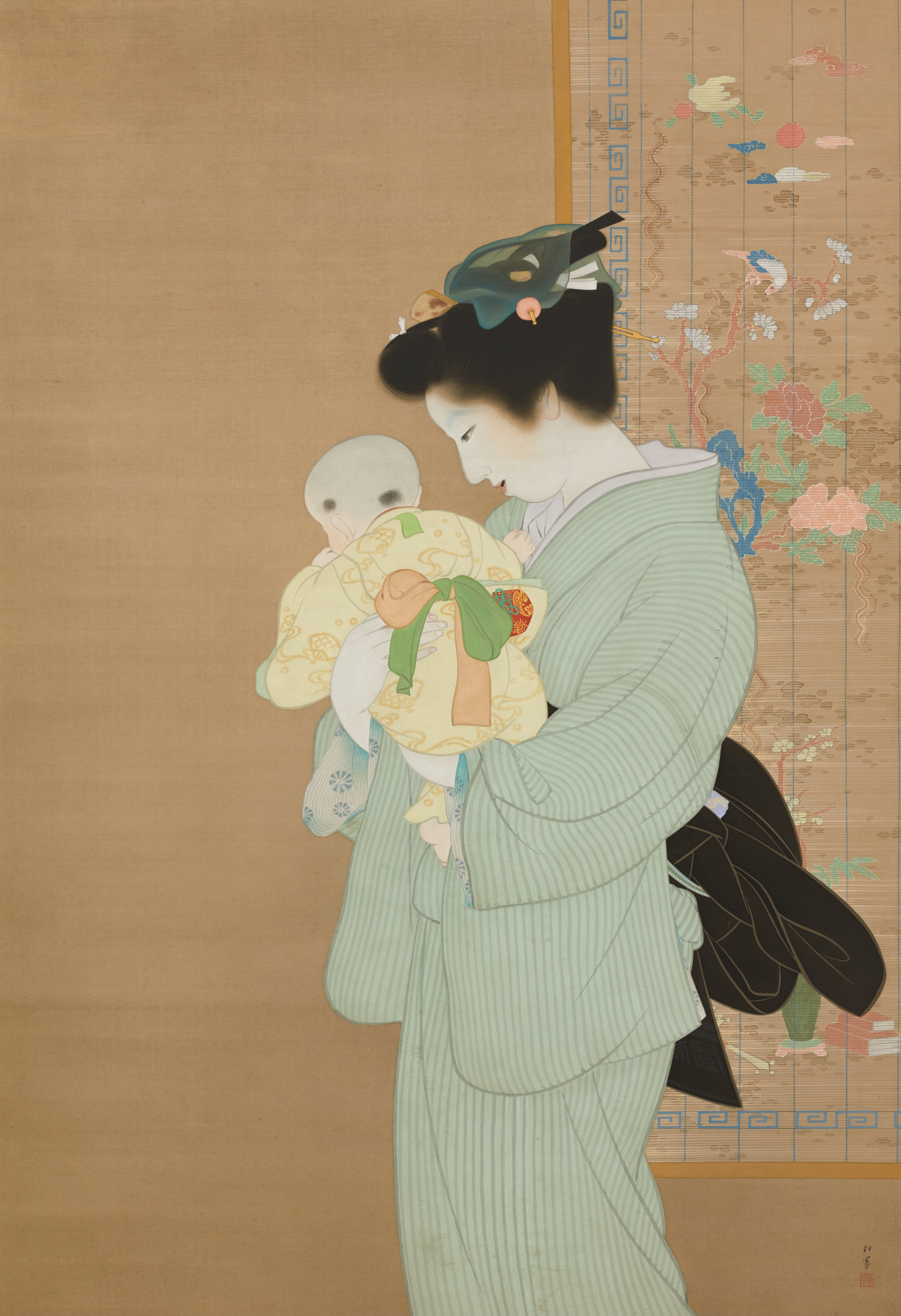

「女」の字は女性の跪いた様子に象り、女性を意味する。これは女が男に隷属させられていた男尊女卑の時代の思想が反映されていたといったものや女性は古代において神のお告げを受ける人であり存在しなければ子孫が断絶してしまうというようなことで、漢字の成立過程で女性が大きな役割を占めているといった様々な説が存在する。
偏旁の意符としては女性という意味のほか婚姻・姻戚・姓・感情・血脈などに関することを示すため、奴、婿など男に関係する字もある。意符としては、大抵は左か下に来る字が多い。
「男」を意符とする字も少数ながら存在しており、『説文解字』には男部も存在していたが、『康熙字典』には存在せず、「男」は田部、「甥」は生部、「舅」は臼部、「嬲」は女部にそれぞれ置かれている。
女部は上記のような意符を構成要素とする漢字を収める。
フェミニズムにおいて、日本と中国語圏の一部の活動家は「姦、婦、奸、妄、嫌、妖、奴、妓、娼などの女偏の字は良くない意味を持ち、女性を尊重していない」として、表現の変更や文字の改訂を主張している。

## 部首の通称
- 日本：おんな・おんなへん
- 中国：女字旁
- 韓国：계집녀부（gyejip nyeo bu、おんなの女部）
- 英米：Radical woman

## 部首字
女
- 広韻 - 尼呂切
- 詩韻 - 語韻、上声
- 三十六字母 - 娘母
- 日本語 - 音：ジョ（漢音）・ニョ（呉音） 訓：おんな・むすめ
- 中国語 - ピンイン：nǚ 注音：ㄋㄩˇ ウェード式：nü 3
- 朝鮮語 - 訓音：계집（gyejip、おんな） 딸（ttal、おんな） 녀(여)(nyeo)

甲骨文
金文
大篆
小篆

## 例字
- 女
- 好・奸・妃・姉・妊・妹・妙・姑・始・姓・姆・威・姻・姪・娯・娘・姫・婚・娜・婦・嫁・嫌・嬢
- 妄・妥・妻・姿・婆